# The Atom
The Atom ist der Held einer Reihe von Comicveröffentlichungen die der US-amerikanische Verlag DC-Comics seit 1961 herausgibt.
Die Atom-Comics erzählen meist die Abenteuer des Wissenschaftlers Dr. Raymond Palmer (genannt The Atom) der seit dem Kontakt mit einem Weißen Zwergstern über die Fähigkeit verfügt, seinen Körper bis auf subatomare Größe zu schrumpfen und seine Masse zu verändern. Die Reihe gehört dem Science-Fiction-Genre an und ist innerhalb von diesem im Bereich des Superhelden-Comics angesiedelt, einem spezifisch amerikanischen Subgenre der Science-Fiction.

## Veröffentlichungsdaten
Die Figur von The Atom wurde von dem Autor Gardner Fox und dem Zeichner Murphy Anderson entwickelt und erstmals in einer Geschichte in der Ausgabe #34 der Serie Showcase vorgestellt. Zweck der Veröffentlichung war, zu prüfen, ob eine eigenständige Atom-Serie sich gut genug verkaufen würde. Nachdem die Geschichte aus Showcase # 34 sowie einige weitere Atom-Geschichten sich zufriedenstellend verkauften, begann DC-Comics 1964 mit der Veröffentlichung einer eponymen Serie namens The Atom.
Diese erste Atom-Serie, die später in The Atom and Hawkman umbenannt wurde, erreichte insgesamt fünfundvierzig Ausgaben, bevor sie 1969 eingestellt wurde. Die Umbenennung der Serie  markierte eine konzeptionelle Umstellung, da Atom ab diesem Heft eine Team-Serie war, in der Atom und Hawkman als gleichberechtigtes Duo Abenteuer erlebten. Hauptautoren von The Atom bzw. The Atom and Hawkman waren neben Fox unter anderem Robert Kanigher und Dennis O’Neil. Als Zeichner wirkte außer Anderson unter anderem Dick Dillin mit.
Zwischen September und Dezember 1983 brachte DC unter dem Titel Sword of the Atom eine vierteilige Miniserie auf den Markt. Diese Serie verlegte das Szenario von The Atom von einer amerikanischen Universitätsstadt in den südamerikanischen Regenwald, wo Atom als ein Conan-ähnlicher Krieger Fantasy-Abenteuer in der tief im Dschungel verborgenen Welt eines Volkes von mikroskopisch kleinen menschenähnlichen Zwergwesen erlebt.
In den Jahren 1984, 1985 und 1988 erschienen zudem drei als Sword of the Atom Special #1–3 durchnummerierte Sonderhefte, die von dem Zeichner Pat Broderick und dem Tuscher Dennis Janke illustriert wurden.
Von August 1988 bis November 1989 brachte DC unter dem Titel Power of the Atom eine neue fortlaufende Atom-Serie auf den Markt, die insgesamt achtzehn Ausgaben erreichte. Hauptautoren dieser Serie waren Roger Stern (#1–11, 14–15) und Tom Peyer (#15–18), während William Messner-Loebs gastweise die Ausgaben #12 und #13 verfasste. Als Zeichner wurden Dwayne Turner (#1–5), John Byrne (#6) und Graham Nolan beschäftigt.
In den Jahren 1993 und 1995 erschienen zwei Sonderausgaben unter dem Titel Atom Special, die von Peyer verfasst und von den Zeichnern Steve Dillon bzw. Luke McDonnell illustriert wurden.
Von September 2006 bis 2008 brachte DC schließlich die Serie All New Atom auf den Markt, die insgesamt fünfundzwanzig Ausgaben erreichte. Autorin dieser Serie waren zunächst die Amerikanerin Gail Simone, auf sie folgte Rick Remender. Als Zeichner wirkten unter anderem John Byrne und Eddie Burroughs mit. Hauptcharakter war diesmal ein junger Professor namens Ryan Choi, der den Platz des verschwundenen Ray Palmer einnimmt.
In Deutschland veröffentlichte der Stuttgarter Ehapa-Verlag zwischen 1979 und 1985 sieben Bände unter dem Titel Atom (Untertitel: Superman präsentiert) die Übersetzungen einiger Atom-Geschichten beinhalteten.
Bereits früher erschien ein Held namens Atom in All-American Comics #19 (Oct. 1940) – der Student und spätere Arzt Al Pratt – der ein Gründungsmitglied der Justice Society of America wurde, obwohl er anfangs keine Superkräfte hatte, sondern nur boxen konnte. Übermenschliche Stärke, Beweglichkeit und seinen sogenannten Atomic Punch erhielt er erst 1948 als Spätfolge eines Kampfes mit dem Schurken Cyclotron. Seine Karriere endete mit All Star Comics #57, 1951, in dem auch die letzte Golden Age Justice Society Geschichte erschien. Auch später erschienen noch vereinzelt Geschichten mit ihm, die in erster Linie auf Erde 2 spielten.

## In anderen Medien
In der US-amerikanischen Fernsehserie Arrow sowie in dessen Spin-Off Legends of Tomorrow wird The Atom bzw. Ray Palmer von Brandon Routh dargestellt.
In der Zeichentrickserie Batman: The Brave and the Bold tritt Ryan Choi als Atom auf. In der amerikanischen Version wird er von James Sie synchronisiert, in der deutschen von Viktor Neumann.